# Danh sách thí sinh tham gia Australia's Next Top Model
Dưới đây là bảng danh sách tên và các thông tin khác về những thí sinh đã từng thamg gia chương trình truyền hình thực tế Australia's Next Top Model. Trong chương trình này các thí sinh phải cạnh tranh với nhau để đoạt danh hiệu cuối cùng Người mẫu đỉnh cao Australia cùng các giải thưởng đáng giá. 5 mùa thi được tổ chức đã quy tụ 62 thí sinh và 3 siêu mẫu tham gia chương trình (bao gồm Sarah Murdoch, Erika Heynatz và Jodhi Meares). Chương trình bắt đầu phát sóng năm 2005 và tính đến nay đã có 4 mùa thi được phát sóng, 1 mùa thi dự kiến phát sóng..

## Các thí sinh
| Họ tên                     | Tuổi1 | Quê                                | Mùa thi | Thứ tự bị loại    |
| -------------------------- | ----- | ---------------------------------- | ------- | ----------------- |
| Naomi Thompson             | 22    | Townsville, Queensland             | Mùa 1   | 10                |
| Nicole Fraser              | 19    | Albury, New South Wales            | Mùa 1   | 9                 |
| Atong Tulba Mulual         | 19    | Sydney, New South Wales            | Mùa 1   | 8                 |
| Allana Ridge               | 20    | Sydney, New South Wales            | Mùa 1   | 7 (bỏ cuộc)       |
| Zoe McDonald               | 20    | Gold Coast, Queensland             | Mùa 1   | 6                 |
| Simone Duckmanton          | 19    | Melbourne, Victoria                | Mùa 1   | 5                 |
| Samantha "Sam" Morley      | 20    | Gold Coast, Queensland             | Mùa 1   | 4                 |
| Shannon McGuire            | 20    | Perth, Western Australia           | Mùa 1   | 3                 |
| Chloe Wilson               | 19    | Adelaide, South Australia          | Mùa 1   | Về nhì            |
| Gemma Sanderson            | 22    | Newcastle, New South Wales         | Mùa 1   | Chiến thắng       |
| Sasha Greenoff             | 22    | Darwin, North Territory            | Mùa 2   | 13                |
| Natalie Guierre            | 19    | Perth, Western Australia           | Mùa 2   | 12                |
| Rebecca Pian               | 18    | Melbourne, Victoria                | Mùa 2   | 11                |
| Sophie Miller              | 18    | Brisbane, Queensland               | Mùa 2   | 10                |
| Sarah Lawrence             | 19    | Perth, Western Australia           | Mùa 2   | 9                 |
| Hiranthi Warusevitane      | 21    | Canberra, Lãnh thổ Thủ đô Úc       | Mùa 2   | 8                 |
| Caroline Mouflard          | 18    | Byron Bay, New South Wales         | Mùa 2   | 7 (bỏ cuộc)       |
| Lara Cameron               | 18    | Perth, Western Australia           | Mùa 2   | 6                 |
| Louise Van Brussel         | 20    | Adelaide, South Australia          | Mùa 2   | 5                 |
| Madeleine Rose             | 18    | Sydney, New South Wales            | Mùa 2   | 4                 |
| Simone Viljoen             | 19    | Canberra, Lãnh thổ Thủ đô Úc       | Mùa 2   | 3                 |
| Jessica French             | 20    | Brisbane, Queensland               | Mùa 2   | Về nhì            |
| Eboni Stocks               | 19    | Hobart, Tasmania                   | Mùa 2   | Chiến thắng       |
| Jaimi Smith                | 20    | Adelaide, South Australia          | Mùa 3   | 13 (bỏ cuộc)      |
| Cobertha "Cobi" Marsh      | 17    | Melbourne, Victoria                | Mùa 3   | 12                |
| Cassandra Hughes           | 18    | Emu Plains, New South Wales        | Mùa 3   | 11                |
| Kara-Lee "Kara" Taylor     | 19    | South Coast, New South Wales       | Mùa 3   | 10                |
| Stephanie Flockhart        | 17    | Brisbane, Queensland               | Mùa 3   | 9                 |
| Jane Williamson            | 20    | Adelaide, South Australia          | Mùa 3   | 8                 |
| Sophie Wittingslow         | 19    | Rye, Victoria                      | Mùa 3   | 7                 |
| Danica Brown               | 16    | Gold Coast, Queensland             | Mùa 3   | 6                 |
| Paloma Rodriguez           | 17    | Newcastle, New South Wales         | Mùa 3   | 5                 |
| Anika Salerno              | 20    | Beaudesert, Queensland             | Mùa 3   | 4                 |
| Jordan Loukas              | 18    | Sydney, New South Wales            | Mùa 3   | 3                 |
| Stephanie Hart             | 16    | Central Coast, New South Wales     | Mùa 3   | Về nhì            |
| Alice Burdeu               | 19    | Melbourne, Victoria                | Mùa 3   | Chiến thắng       |
| Kamila Markowska           | 17    | Adelaide, South Australia          | Mùa 4   | 13                |
| Kristina "Kristy" Coulcher | 19    | Sydney, New South Wales            | Mùa 4   | 12                |
| Emma O'Sullivan            | 17    | Pottsville, New South Wales        | Mùa 4   | 11                |
| Belinda Hodge              | 17    | Ballan, Victoria                   | Mùa 4   | 10                |
| Alamela Rowan              | 17    | Byron Bay, New South Wales         | Mùa 4   | 9                 |
| Leiden Kromberger          | 19    | Sydney, New South Wales            | Mùa 4   | 8                 |
| Jamie Lee                  | 21    | Adelaide, South Australia          | Mùa 4   | 7                 |
| Rebecca Jobson             | 18    | Wollongong, New South Wales        | Mùa 4   | 6                 |
| Alyce Crawford             | 17    | Kiama, New South Wales             | Mùa 4   | 5                 |
| Carey "Caris" Eves         | 19    | Inglewood, Western Australia       | Mùa 4   | 4                 |
| Samantha Downie            | 19    | Rowville, Victoria                 | Mùa 4   | 3                 |
| Alexandra Girdwood         | 20    | Sydney, New South Wales            | Mùa 4   | Về nhì            |
| Demelza Reveley            | 16    | Wollongong, New South Wales        | Mùa 4   | Chiến thắng       |
| Laura Tyrie                | 18    | Perth                              | Mùa 5   | 13                |
| Leah Johnsen               | 18    | Oakleigh, Victoria                 | Mùa 5   | 12                |
| Georgie Kidman             | 16    | Castlemaine, Victoria              | Mùa 5   | 11                |
| Eloise Hoile               | 20    | Glenunga, South Australia          | Mùa 5   | 10                |
| Mikarla Hussey             | 18    | Albion Park, New South Wales       | Mùa 5   | 9                 |
| Madison Wall               | 17    | Wurtulla, Queensland               | Mùa 5   | 8                 |
| Laura Mitchell             | 20    | Ocean Reef, Western Australia      | Mùa 5   | 7                 |
| Lola Van Vorst             | 20    | Newport, New South Wales           | Mùa 5   | 6                 |
| Franky Okpara              | 18    | Wanneroo, Western Australia        | Mùa 5   | 5                 |
| Adele Thiel                | 18    | Hornsby, New South Wales           | Mùa 5   | 5                 |
| Clare Venema               | 16    | Bridgewater, South Australia       | Mùa 5   | 3                 |
| Cassi Van Den Dungen       | 16    | Sunbury, Victoria                  | Mùa 5   | Về nhì            |
| Tahnee Atkinson            | 17    | North Fremantle, Western Australia | Mùa 5   | Người chiến thắng |

|}